# 의학의 미해결 문제 목록
의학의 미해결 문제(醫學의 未解決 問題)는 현재 의학적으로 해결되거나 증명되지 않은 문제를 말한다.

## 원인불명의 질병과 여러 문제들
- 가와사키병
- 간질성 방광염(Interstitial cystitis)
- 강직인간 증후군(Stiff-person syndrome)
- 결정성 양진(Prurigo nodularis)
- 고리 육아종(Granuloma annulare)
- 과민성 장 증후군
- 구안괘사(벨 마비)
- 군발 두통
- 근막 동통 증후군
- 노딩 증후군(nodding syndrome)
- 림프 부종(Lymphedema)
- 말단청색증(Acrocyanosis)
- 메소아메리카 신장병(Mesoamerican nephropathy)
- 모티머 병(Mortimer's disease)
- 방아쇠 수지
- SAPHO 증후군(SAPHO syndrome)
- 색소성 융모결절성 활막염(Pigmented villonodular synovitis)
- 소아 양성 돌발성 현훈(Benign paroxysmal vertigo of childhood)
- 쇼그렌 증후군
- 섬유근육통
- 심장 X 증후군(Cardiac syndrome X)
- 알츠하이머병
- 양성 근육다발수축 증후군(Benign fasciculation syndrome)
- 열대성 스프루
- 영아돌연사증후군
- 영국 다한증(English sweating sickness)
- 유육종증
- 자발성 뇌척수액 누출(Spontaneous cerebrospinal fluid leak)
- 장미색 비강진
- 저항성 칼슘 형성(Calciphylaxis)
- 주기성 구토 증후군(Cyclic vomiting syndrome)
- 지도상설(Geographic tongue)
- 코펜하겐 병(Copenhagen disease)
- 크롱카이트-캐나다 증후군(Cronkhite–Canada syndrome)
- TEMPI 증후군(TEMPI syndrome)
- 투석 불균형 증후군(Dialysis disequilibrium syndrome)
- 특발성 두개골 내부 긴장 항진(Idiopathic intracranial hypertension)
- 폭발성 머리 증후군(Exploding head syndrome)
- 플로우팅-하버 증후군(Floating–Harbor syndrome)
- 피부근염
- Danubian endemic familial nephropathy (DEFN)
- Fields' disease
- Synovial osteochondromatosis (SOC)
- Villitis of unknown etiology(VUE)